# Masaru Yokoyama
Masaru Yokoyama (横山 克 Yokoyama Masaru?) es un compositor y arreglista japonés, conocido por su trabajo en dramas televisivos y series de anime.

## Biografía
Yokoyama nació en la Prefectura de Nagano. Comenzó a tomar lecciones de piano a los tres años, impartidas por su tía, exalumna de la Escuela de Música Kunitachi, pero se interesó por la música cuando estaba en la escuela primaria, después de tocar sus propias composiciones. Cuando estaba en la escuela secundaria, comenzó a componer música usando un sintetizador que compró y su computadora, y también tocó brevemente en una banda. Interesado en las computadoras, Yokoyama asistió al Instituto Nacional de Tecnología de Nagano y estudió ingeniería electrónica durante cinco años después de graduarse de la escuela intermedia.
Influenciado por la música de Joe Hisaishi en las películas de Studio Ghibli que veía cuando era joven y por el músico Tetsuya Komuro, Yokoyama decidió seguir una carrera en la música y asistió a la Escuela de Música Kunitachi cuando tenía diecinueve años, siguiendo el estímulo de su tía. Mientras estaba en la universidad, conoció al guitarrista Hiroaki Tsutsumi, quien luego trabajaría con Yokoyama en muchos proyectos. Después de graduarse, Yokoyama trabajó como autónomo, escribiendo canciones para varios artistas, antes de unirse a la productora musical Miracle Bus en 2009, donde comenzó a producir bandas sonoras para dramas televisivos, anime y otros medios. Su primer trabajo como compositor en solitario fue la serie dramática de televisión de 2011 Mitsu no Aji: A Taste of Honey.
Ocasionalmente graba su partitura en el extranjero e improvisa instrumentos que encajarían con el concepto de cada obra, como utilizar cubos y cepillos para terrazas como instrumentos al grabar la banda sonora de Mobile Suit Gundam: Iron-Blooded Orphans.

## Trabajos

### Series de anime
| Año  | Título                                                               | Estudio                       | Notas                                                        | Refs.         |
| ---- | -------------------------------------------------------------------- | ----------------------------- | ------------------------------------------------------------ | ------------- |
| 2006 | Mamoru-kun ni Megami no Shukufuku o!                                 | Zexcs                         | Canción insertada "Eien no Koi"                              | [ 5 ]         |
| 2007 | KimiKiss: Pure Rouge                                                 | J.C.Staff                     | Compositor (otros temas de Hikaru Nanase y Noriyuki Iwadare) | [ 6 ]         |
| 2009 | Queen's Blade: Rurou no Senshi                                       | Arms                          | Compositor                                                   | [ 7 ]         |
| 2009 | Queen's Blade: Gyokuza wo Tsugu Mono                                 | Arms                          | Compositor                                                   | [ 7 ]         |
| 2010 | Amagami SS                                                           | AIC                           | Tema de cierre "Kitto Ashita wa..."                          | [ 8 ]         |
| 2010 | Arakawa Under the Bridge                                             | Shaft                         | Compositor                                                   | [ 8 ]         |
| 2011 | Freezing                                                             | A.C.G.T                       | Compositor                                                   | [ 8 ]         |
| 2011 | Hen Zemi                                                             | Xebec                         | Compositor                                                   | [ 8 ]         |
| 2011 | Sengoku Otome: Momoiro Paradox                                       | TMS Entertainment             | Arreglo del tema de cierre "Atsuki Ya no Gotoku"             | [ 8 ]         |
| 2011 | Maken-ki!                                                            | AIC Spirits                   | Temas de cierre                                              | [ 8 ]         |
| 2012 | Queen's Blade: Rebellion                                             | Arms                          | Compositor                                                   | [ 8 ]         |
| 2012 | Acchi Kocchi                                                         | AIC                           | Compositor                                                   | [ 8 ]         |
| 2012 | Joshiraku                                                            | J.C.Staff                     | Compositor                                                   | [ 8 ]         |
| 2013 | Chōjigen Game Neptune The Animation                                  | David Production              | Compositor (otros temas de Kenji Kaneko y Hiroaki Tsutsumi)  | [ 8 ]         |
| 2013 | Freezing Vibration                                                   | A.C.G.T                       | Compositor                                                   | [ 8 ]         |
| 2013 | Machine Doll wa Kizutsukanai                                         | Lerche                        | Compositor                                                   | [ 8 ]         |
| 2013 | Yūsha ni Narenakatta Ore wa Shibushibu Shūshoku o Ketsui Shimashita. | Asread                        | Compositor (otros temas de Hiroaki Tsutsumi)                 | [ 8 ]         |
| 2014 | Nobunaga the Fool                                                    | Satelight                     | Compositor                                                   | [ 8 ]         |
| 2014 | Madan no Ō to Vanadis                                                | Satelight                     | Compositor (otros temas de Nobuaki Nobusawa)                 | [ 8 ]         |
| 2014 | Shigatsu wa Kimi no Uso                                              | A-1 Pictures                  | Compositor                                                   | [ 8 ]         |
| 2015 | Rolling☆Girls                                                        | Wit Studio                    | Compositor                                                   | [ 8 ]         |
| 2015 | Plastic Memories                                                     | Doga Kobo                     | Compositor                                                   | [ 8 ]         |
| 2015 | Yamada-kun to 7-nin no Majo                                          | Liden Films                   | Compositor                                                   | [ 8 ]         |
| 2015 | Rampo Kitan: Game of Laplace                                         | Lerche                        | Compositor                                                   | [ 8 ]         |
| 2015 | Mobile Suit Gundam: Iron-Blooded Orphans                             | Sunrise                       | Compositor                                                   | [ 8 ]         |
| 2016 | Mayoiga                                                              | Diomedéa                      | Compositor                                                   | [ 8 ]         |
| 2016 | BBK/BRNK                                                             | Sanzigen                      | Compositor                                                   | [ 8 ]         |
| 2016 | WWW.Working!!                                                        | A-1 Pictures                  | Compositor                                                   | [ 8 ]         |
| 2016 | Mobile Suit Gundam: Iron-Blooded Orphans 2nd Season                  | Sunrise                       | Compositor                                                   | [ 8 ]         |
| 2016 | Monster Hunter Stories: Ride On                                      | David Production              | Compositor                                                   | [ 8 ]         |
| 2016 | Occultic;Nine                                                        | A-1 Pictures                  | Compositor                                                   | [ 8 ]         |
| 2017 | Demi-chan wa Kataritai                                               | A-1 Pictures                  | Compositor                                                   | [ 8 ]         |
| 2017 | Akiba's Trip: The Animation                                          | Gonzo                         | Tema de apertura "Ikken Rakuchaku Goyōjin"                   | [ 8 ]         |
| 2017 | Kuzu no Honkai                                                       | A-1 Pictures                  | Compositor                                                   | [ 8 ]         |
| 2017 | Kabukibu!                                                            | Lerche                        | Compositor                                                   | [ 8 ]         |
| 2017 | Sin: Nanatsu no Taizai                                               | Artland TNK                   | Compositor (otros temas de Hiroaki Tsutsumi)                 | [ 8 ]         |
| 2017 | Fate/Apocrypha                                                       | A-1 Pictures                  | Compositor                                                   | [ 8 ]         |
| 2017 | Koi to Uso                                                           | Liden Films                   | Compositor (otros temas de Nobuaki Nobusawa)                 | [ 8 ]         |
| 2018 | Sirius the Jaeger                                                    | P.A. Works                    | Compositor                                                   | [ 8 ]         |
| 2018 | Dakaretai Otoko 1-i ni Odosarete Imasu.                              | CloverWorks                   | Compositor                                                   | [ 8 ]         |
| 2018 | Kishuku Gakkou no Juliet                                             | Liden Films                   | Compositor                                                   | [ 8 ]         |
| 2019 | Fruits Basket 1st Season                                             | TMS Entertainment             | Compositor                                                   | [ 9 ]         |
| 2019 | Kanata no Astra                                                      | Lerche                        | Compositor (otros temas de Nobuaki Nobusawa)                 | [ 10 ]        |
| 2020 | Kūtei Dragons                                                        | Polygon Pictures              | Compositor                                                   | [ 11 ]        |
| 2020 | A3! Season Spring & Summer                                           | P.A. Works 3Hz                | Compositor (otros temas de Kana Hashiguchi)                  | [ 12 ]        |
| 2020 | Fruits Basket 2nd Season                                             | TMS Entertainment             | Compositor                                                   | [ 13 ]        |
| 2020 | Taisō Samurai                                                        | MAPPA                         | Compositor                                                   | [ 14 ]        |
| 2020 | A3! Season Autumn & Winter                                           | P.A. Works 3Hz                | Compositor (otros temas de Kana Hashiguchi)                  | [ 12 ]        |
| 2020 | Magatsu Wahrheit: Zuerst                                             | Yokohama Animation Laboratory | Compositor                                                   | [ 15 ]        |
| 2021 | Horimiya                                                             | CloverWorks                   | Compositor                                                   | [ 16 ]        |
| 2021 | Sayonara Watashi no Cramer                                           | Liden Films                   | Compositor                                                   | [ 17 ]        |
| 2021 | Fruits Basket: The Final                                             | TMS Entertainment             | Compositor                                                   | [ 18 ]        |
| 2022 | Aoashi                                                               | Production I.G                | Compositor                                                   | [ 19 ]        |
| 2022 | Yōkoso Jitsuryoku Shijō Shugi no Kyōshitsu e 2nd Season              | Lerche                        | Compositor (otros temas de Kana Hashiguchi)                  | [ 20 ]        |
| 2022 | Urusei Yatsura                                                       | David Production              | Compositor                                                   | [ 21 ]        |
| 2023 | Tomo-chan wa Onnanoko!                                               | Lay-duce                      | Compositor                                                   | [ 22 ]        |
| 2023 | Tsurune: Tsunagari no Issha                                          | Kyoto Animation               | Compositor                                                   | [ 8 ]         |
| 2023 | Mashle                                                               | A-1 Pictures                  | Compositor                                                   | [ 23 ]        |
| 2023 | Horimiya: Piece                                                      | CloverWorks                   | Compositor                                                   | [ 24 ]        |
| 2023 | Ragna Crimson                                                        | Silver Link                   | Arreglo tema de apertura "Roar"                              | [ 25 ]        |
| 2024 | Yōkoso Jitsuryoku Shijō Shugi no Kyōshitsu e 3rd Season              | Lerche                        | Compositor (otros temas de Kana Hashiguchi)                  | [ 26 ]        |
| 2024 | Mashle: Kami Satoru-sha Kōho Senbatsu Shiken-hen                     | A-1 Pictures                  | Compositor                                                   | [ 27 ] [ 28 ] |
| 2024 | Hime-sama "Gōmon" no Jikan desu                                      | Pine Jam                      | Compositor                                                   | [ 29 ]        |
| 2024 | Urusei Yatsura Part 2                                                | David Production              | Compositor                                                   | [ 30 ] [ 31 ] |
| 2024 | Yoru no Kurage wa Oyogenai                                           | Doga Kobo                     | Compositor                                                   | [ 32 ]        |

### Películas de anime
| Año  | Título                                                   | Estudio           | Notas                                       | Refs.  |
| ---- | -------------------------------------------------------- | ----------------- | ------------------------------------------- | ------ |
| 2015 | Kokoro ga Sakebitagatterunda.                            | A-1 Pictures      | Compositor (otros temas de Mito)            | [ 8 ]  |
| 2016 | Glass no Hana to Kowasu Sekai                            | A-1 Pictures      | Compositor                                  | [ 8 ]  |
| 2018 | Monster Strike The Movie: Sora no Kanata                 | Orange            | Compositor                                  | [ 8 ]  |
| 2019 | Black Fox                                                | 3Hz               | Compositor (otros temas de Kana Hashiguchi) | [ 8 ]  |
| 2019 | Sora no Aosa wo Shiru Hito yo                            | CloverWorks       | Compositor                                  | [ 8 ]  |
| 2021 | Sayonara Watashi no Cramer Movie: First Touch            | Liden Films       | Compositor                                  | [ 17 ] |
| 2021 | Dakaretai Otoko 1-i ni Odosarete Imasu. Movie: Spain-hen | CloverWorks       | Compositor                                  | [ 33 ] |
| 2022 | Fruits Basket: Prelude                                   | TMS Entertainment | Compositor                                  | [ 34 ] |
| 2022 | Tsurune Movie: Hajimari no Issha                         | Kyoto Animation   | Compositor                                  | [ 35 ] |
| 2022 | Bokura no Yoake                                          | Zero-G            | Compositor                                  | [ 36 ] |
| 2023 | Collar x Malice Movie: Deep Cover                        | Studio Deen       | Compositor                                  | [ 8 ]  |
| 2023 | Alice to Therese no Maboroshi Kōjō                       | MAPPA             | Compositor                                  | [ 37 ] |
| 2024 | Trapezium                                                | CloverWorks       | Compositor                                  | [ 38 ] |

### ONAs
| Año  | Título                                               | Estudio                                               | Notas                                                                      | Refs.  |
| ---- | ---------------------------------------------------- | ----------------------------------------------------- | -------------------------------------------------------------------------- | ------ |
| 2018 | Monster Strike the Animation                         | Anima ILCA Studio GOONEYS Dynamo Pictures CGCG Studio | Compositor (otros temas de Hiroaki Tsutsumi, Nobuaki Nobusawa y Moe Hyūga) | [ 8 ]  |
| 2020 | Hallelujah: Unmei no Sentaku                         | Yokohama Animation Laboratory                         | Compositor                                                                 | [ 39 ] |
| 2022 | Mobile Suit Gundam: Iron-Blooded Orphans - Urdr Hunt | Sunrise Beyond                                        | Compositor                                                                 | [ 8 ]  |
| 2024 | Rising Impact                                        | Lay-duce                                              | Compositor                                                                 | [ 40 ] |

### OVAS
| Año  | Título                                                | Estudio      | Notas      | Refs.  |
| ---- | ----------------------------------------------------- | ------------ | ---------- | ------ |
| 2010 | Queen's Blade: Utsukushiki Tōshi-tachi                | Arms         | Compositor | [ 41 ] |
| 2011 | Queen's Blade OVA                                     | Arms         | Compositor | [ 42 ] |
| 2014 | Yamada-kun to 7-nin no Majo: Mō Hitotsu no Suzaku-sai | Liden Films  | Compositor | [ 43 ] |
| 2015 | Shigatsu wa Kimi no Uso: Moments                      | A-1 Pictures | Compositor | [ 44 ] |

### Dramas televisivos
| Año  | Título                              | Cadena   | Notas                                                     | Refs. |
| ---- | ----------------------------------- | -------- | --------------------------------------------------------- | ----- |
| 2009 | Ijin no Kuru Heya                   | Tokyo MX | Compositor                                                | [ 8 ] |
| 2010 | Taxmen                              | Tokyo MX | Compositor                                                | [ 8 ] |
| 2010 | Hammer Session!                     | TBS      | Compositor (otros temas de Audio Highs)                   | [ 8 ] |
| 2011 | Hanawake no Yon Shimai              | TBS      | Compositor (otros temas de Yuko Fukushima y Eishi Segawa) | [ 8 ] |
| 2011 | Mitsu no Aji: A Taste of Honey      | Fuji TV  | Compositor                                                | [ 8 ] |
| 2012 | Perfect Son                         | NTV      | Compositor                                                | [ 8 ] |
| 2012 | Answer ~ Keishicho Kensho Sosakan   | TV Asahi | Compositor                                                | [ 8 ] |
| 2012 | Nekoben ~ Shitai no Minoshirokin    | TBS      | Compositor                                                | [ 8 ] |
| 2012 | Ren'ai Kentei                       | NHK      | Compositor                                                | [ 8 ] |
| 2012 | My Little Nightmare                 | NTV      | Compositor                                                | [ 8 ] |
| 2012 | Odessa no Kaidan                    | Fuji TV  | Tema de cierre                                            | [ 8 ] |
| 2013 | Yakou Kanransha                     | TBS      | Compositor                                                | [ 8 ] |
| 2013 | Nekoben to Toumei Ningen            | TBS      | Compositor                                                | [ 8 ] |
| 2013 | 35-sai no Kōkōsei                   | NTV      | Compositor                                                | [ 8 ] |
| 2013 | Na mo Naki Doku                     | TBS      | Compositor                                                | [ 8 ] |
| 2013 | Nanatsu no Kaigi                    | NHK      | Compositor                                                | [ 8 ] |
| 2013 | Honey Trap                          | Fuji TV  | Compositor                                                | [ 8 ] |
| 2013 | Tenshi to Jump                      | NHK      | Compositor                                                | [ 8 ] |
| 2014 | Fukuie Keibuho no Aisatsu           | Fuji TV  | Compositor                                                | [ 8 ] |
| 2014 | Alice no Toge                       | TBS      | Compositor                                                | [ 8 ] |
| 2014 | Peter no Souretsu                   | TBS      | Compositor                                                | [ 8 ] |
| 2014 | Jigoku Sensei Nūbē                  | NTV      | Compositor                                                | [ 8 ] |
| 2014 | N no Tame ni                        | TBS      | Compositor                                                | [ 8 ] |
| 2015 | Masshiro                            | TBS      | Compositor (otros temas de Masato Suzuki)                 | [ 8 ] |
| 2015 | Tatakau! Shoten Garu                | Fuji TV  | Compositor                                                | [ 8 ] |
| 2015 | Napoleon no Mura                    | TBS      | Compositor                                                | [ 8 ] |
| 2015 | Kekkonshiki no Zenjitsu ni          | TBS      | Compositor                                                | [ 8 ] |
| 2016 | Boku no Yabai Tsuma                 | Fuji TV  | Compositor                                                | [ 8 ] |
| 2016 | Suna no Tou ~ Shirisugita Rinjin    | TBS      | Compositor                                                | [ 8 ] |
| 2017 | Reverse                             | TBS      | Compositor                                                | [ 8 ] |
| 2017 | Warotenka                           | NHK      | Compositor                                                | [ 8 ] |
| 2018 | Holiday Love                        | TV Asahi | Compositor                                                | [ 8 ] |
| 2018 | Zettai Reido Season 3               | Fuji TV  | Compositor                                                | [ 8 ] |
| 2019 | Keiji Zero                          | Fuji TV  | Compositor (otros temas de Evan Call)                     | [ 8 ] |
| 2019 | Kami no Te                          | Wowow    | Compositor                                                | [ 8 ] |
| 2020 | Zettai Reido Season 4               | Fuji TV  | Compositor                                                | [ 8 ] |
| 2020 | Top Knife: Tensai Nougekai no Joken | NTV      | Compositor (otros temas de Masato Suzuki)                 | [ 8 ] |
| 2020 | O Maidens in Your Savage Season     | MBS, TBS | Compositor                                                | [ 8 ] |
| 2021 | Dream Team                          | NHK      | Compositor                                                | [ 8 ] |
| 2021 | Nemesis                             | NTV      | Compositor                                                | [ 8 ] |
| 2021 | Dearest                             | TBS      | Compositor                                                | [ 8 ] |
| 2021 | Our Rainy Days                      | NHK      | Compositor                                                | [ 8 ] |
| 2022 | Itoshii Uso: Yasashii Yami          | TV Asahi | Compositor                                                | [ 8 ] |
| 2022 | Jun'ai Dissonance                   | Fuji TV  | Compositor                                                | [ 8 ] |
| 2023 | Dr. Chocolate                       | NTV      | Compositor                                                | [ 8 ] |

### Películas de acción real
| Año  | Título                         | Notas                                                           | Refs.  |
| ---- | ------------------------------ | --------------------------------------------------------------- | ------ |
| 2011 | Inu to Anata no Monogatari     | Compositor (otros temas de Remidos y Masamichi Shigeno)         | [ 8 ]  |
| 2011 | High School Debut              | Compositor junto a Kei Yoshikawa (otros temas de Kei Yoshikawa) | [ 8 ]  |
| 2011 | Hayabusa                       | Música adicional                                                | [ 8 ]  |
| 2014 | My Little Nightmare: The Movie | Compositor                                                      | [ 8 ]  |
| 2015 | Heroine Shikkaku               | Compositor                                                      | [ 8 ]  |
| 2016 | Chihayafuru: Kami no Ku        | Compositor                                                      | [ 8 ]  |
| 2016 | Chihayafuru: Shimo no Ku       | Compositor                                                      | [ 8 ]  |
| 2017 | Memorias de un asesino         | Compositor                                                      | [ 8 ]  |
| 2017 | Kokoro ga Sakebitagatterunda   | Compositor                                                      | [ 8 ]  |
| 2017 | Miseinen Dakedo Kodomo Janai   | Compositor                                                      | [ 8 ]  |
| 2018 | Chihayafuru: Musubi            | Compositor                                                      | [ 45 ] |
| 2018 | Real Girl                      | Compositor                                                      | [ 8 ]  |
| 2018 | Antes de que el café se enfríe | Compositor                                                      | [ 8 ]  |
| 2020 | AI Amok                        | Compositor                                                      | [ 8 ]  |
| 2020 | Yowamushi Pedal                | Compositor                                                      | [ 8 ]  |
| 2022 | Sen wa, Boku wo Egaku          | Compositor                                                      | [ 8 ]  |
| 2023 | Nemesis: The Movie             | Compositor                                                      | [ 46 ] |
| 2023 | You Made My Dawn               | Compositor                                                      | [ 47 ] |

### Otros proyectos
| Año  | Título                                                                         | Notas                                              | Refs.  |
| ---- | ------------------------------------------------------------------------------ | -------------------------------------------------- | ------ |
| 2008 | Darling / Yui Horie                                                            | "Little Honey Bee"                                 | [ 48 ] |
| 2010 | Nura: Rise of the Yokai Clan Character CD Series: Rikuo Nura / Zen             | "Rikuo, Kaze wo Hiku"                              | [ 8 ]  |
| 2011 | 100 Pun de Meicho                                                              | Programa de televisión de NHK; tema principal      | [ 8 ]  |
| 2011 | Sakanobori Nippon Shi                                                          | Programa de televisión de NHK; tema principal      | [ 8 ]  |
| 2011 | Mirai Bowl / Chai Maxx / Momoiro Clover                                        | "Chai Maxx"                                        | [ 8 ]  |
| 2011 | Nura: Rise of the Yokai Clan Character CD Series: Gozumaru & Mezumaru / Gyuki  | "Don't Stop Till The End"                          | [ 8 ]  |
| 2011 | Astarotte no Omocha! Character Song CD Vol.1 Astarotte Ygval x Judit Snorrevik | Arreglo "So Janai!?"                               | [ 8 ]  |
| 2011 | Wide! Scramble                                                                 | Programa de televisión de TV Asahi; tema principal | [ 8 ]  |
| 2011 | Astarotte no Omocha! Character Song CD Vol.2 Naoya Tohara x Asuha Tohara       | Arreglo "Daitan♪Girl"                              | [ 8 ]  |
| 2011 | Sengoku Otome Utage Takenawa                                                   | "Densetsu ga Umareru made"                         | [ 8 ]  |
| 2011 | Ano Hito                                                                       | Programa de radio de NHK FM                        | [ 8 ]  |
| 2011 | D' no Junjō / Momoiro Clover Z                                                 |                                                    | [ 8 ]  |
| 2012 | Amagami SS+ plus (Anime) Character Songs w/ O.S.T always Vol.01                | Arreglo "Your Smile"                               | [ 8 ]  |
| 2012 | Amagami SS+ plus (Anime) Character Songs w/ O.S.T always Vol.02                | Arreglo "Mafuyu no Serenade"                       | [ 8 ]  |
| 2012 | Mōretsu Uchū Kōkyōkyoku Dai 7 Gakushō "Mugen no Ai" / Momoiro Clover Z         | Arreglo "DNA Kyōshikyoku"                          | [ 8 ]  |
| 2012 | Steins;Gate Symphonic Material                                                 | Arreglos                                           | [ 8 ]  |
| 2012 | Honoo-no Taiiku-kai TV                                                         | Programa de televisión de TBS; tema principal      | [ 8 ]  |
| 2012 | Where I Belong / Himeka                                                        |                                                    | [ 8 ]  |
| 2012 | Family History                                                                 | Documental de NHK; opening theme                   | [ 8 ]  |
| 2012 | Bokura no Century / Momoiro Clover Z                                           | "Sora no Curtain"                                  | [ 8 ]  |
| 2013 | Hero-tachi no Shoubu                                                           | Documental de NHK; opening theme                   | [ 8 ]  |
| 2013 | 5th Dimension / Momoiro Clover Z                                               | "Jōkyu Monogatari -Carpe Diem-"                    | [ 8 ]  |
| 2013 | Overseas Network                                                               | Programa de televisión de NHK                      | [ 8 ]  |
| 2013 | Close-up Gendai                                                                | Programa de televisión de NHK                      | [ 8 ]  |
| 2013 | Save / Meg                                                                     |                                                    | [ 8 ]  |
| 2013 | Occultic;Nine                                                                  | Video promocional                                  | [ 8 ]  |
| 2013 | Steins;Gate Symphonic Reunion                                                  | Arreglos                                           | [ 8 ]  |
| 2013 | Masaru Yokoyama NHK Works                                                      | Álbum recopilatorio                                | [ 8 ]  |
| 2013 | Jump!!!!! / Twinkle5                                                           |                                                    | [ 8 ]  |
| 2014 | Watashi… Fukō Guse / Vanilla Beans                                             | "Koi no Snipper 007"                               | [ 8 ]  |
| 2014 | Energy No Honryu                                                               | Documental de NHK                                  | [ 8 ]  |
| 2014 | Etrian Odyssey 2 Untold: The Fafnir Knight                                     | Videojuego; Arreglo "Reaching out for our future"  | [ 8 ]  |
| 2014 | Chai Maxx Zero / Momoiro Clover Z                                              |                                                    | [ 8 ]  |
| 2015 | Seimei Daiyakushin                                                             | Documental de NHK                                  | [ 8 ]  |
| 2016 | Hakkin no Yoake / Momoiro Clover Z                                             | "Hakkin no Yoake"                                  | [ 8 ]  |
| 2016 | Jakuchu Tensai Eshi no Nazo ni Semaru                                          | Documental de NHK                                  | [ 8 ]  |
| 2017 | Dragon, Dance with Wolves                                                      | Obra de teatro                                     | [ 8 ]  |
| 2018 | NHK Dame Jiman ~Minna ga Deru Terebi~                                          | Programa de televisión de NHK                      | [ 8 ]  |
| 2019 | Boléro IV ~New Breath~ Harunanoni / Tomotaka Okamoto                           | Arreglos                                           | [ 8 ]  |
| 2019 | Magatsu Wahrheit                                                               | Videojuego                                         | [ 49 ] |
| 2020 | Sister Cities / Saori Hayami                                                   | "mist"                                             | [ 50 ] |
| 2021 | Shuumatsu no Akasha                                                            | Videojuego                                         | [ 8 ]  |
| 2022 | Noah’s Heart                                                                   | Videojuego                                         | [ 8 ]  |
| 2022 | Masaru Yokoyama NHK Works 2                                                    | Álbum recopilatorio                                | [ 51 ] |